# Chacao (Chile)

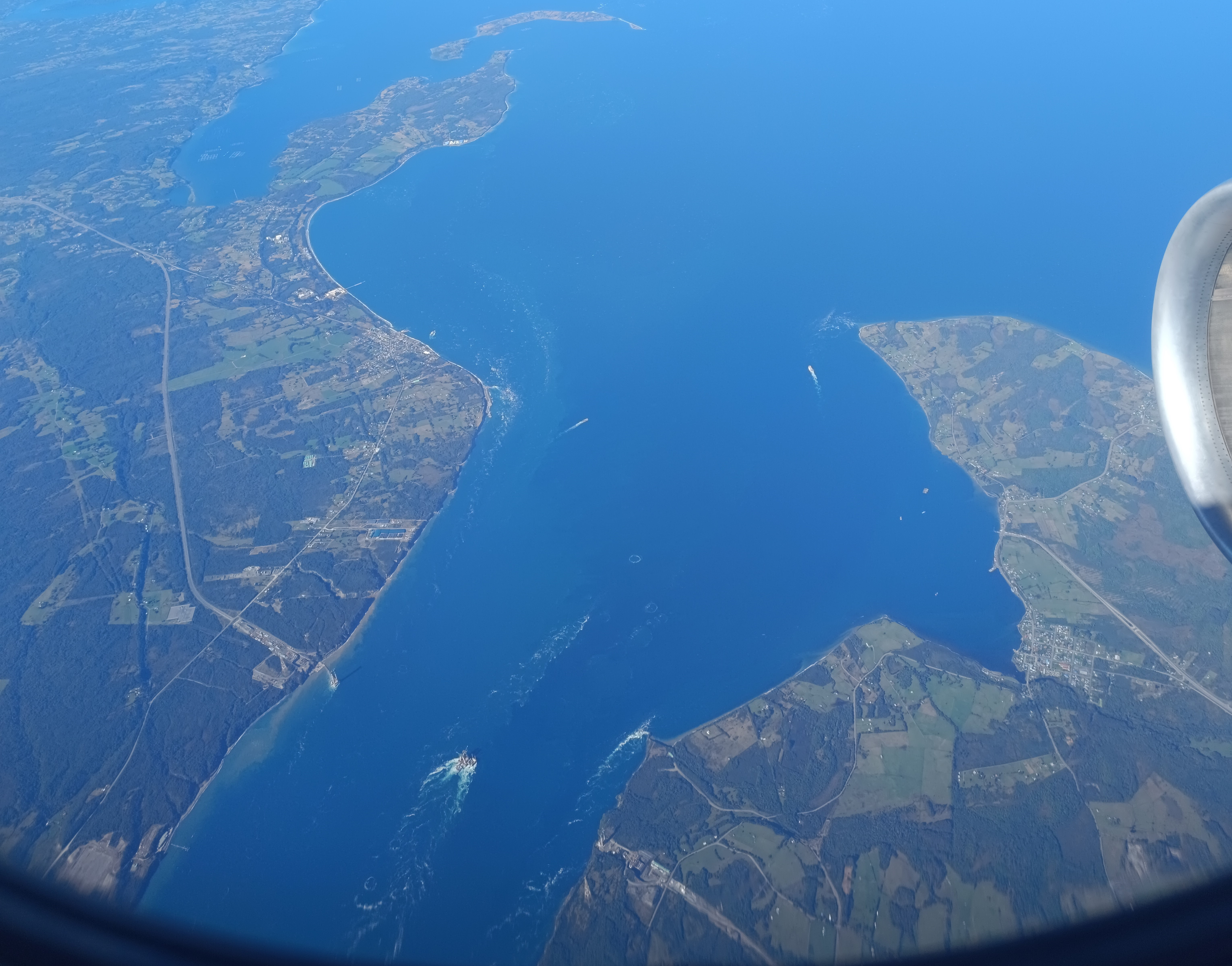
Vista aérea del Canal de Chacao, con los tres pilares del nuevo puente en construcción, en abril de 2024, y las localidades de Pargua y Chacao.

Chacao, fundada como San Antonio de Chacao, es una localidad chilena perteneciente a la comuna de Ancud, ubicada en el extremo norte de la isla Grande de Chiloé, en la región de Los Lagos.
Constituye la puerta de entrada norte al archipiélago de Chiloé, pues en sus costas se encuentra el principal embarcadero que lo une con el continente en la zona de Pargua, por medio de un servicio de transbordadores que funciona todo el año.

## Historia
Fundada como fuerte en 1567 por los conquistadores españoles con el nombre de San Antonio de Chacao, la localidad creció en sus primeros dos siglos hasta transformarse en un pequeño poblado.
A partir de 1655 se convierte en la residencia del gobernador y de las tropas asentadas hasta ese año en Carelmapu, pasando a ser en los años siguientes la principal posición militar de la provincia de Chiloé. Esta importancia es reafirmada por la presencia del llamado "Palacio del Rey", construcción en madera de dos pisos defendida por cuatro cañones, que operaba como residencia de los gobernadores de Chiloé, y de la cual existen registros desde 1740.

En 1741 el navegante inglés John Byron es mantenido prisionero en esta localidad, describiéndola posteriormente como cabecera militar del archipiélago por ser el lugar de residencia del gobernador de Chiloé, pero destacando también su pobre capacidad defensiva:
"En Chacao existe una pequeña fortaleza de tierra, con una zanja y una empalizada que la rodean, y unos pocos cañones enmohecidos y sin cureñas, que no servirían para la más mínima defensa de la bahía."
En 1768 el pueblo fue prácticamente despoblado por orden de Carlos de Beranger y Renaud, quien trasladó a su población a la recién fundada San Carlos de Chiloé.
En las décadas siguientes a su despoblamiento, se construirían tres nuevas baterías militares en sus alrededores: Remolinos, Pampa de Lobos y La Poza, las que serían escenario de diversos enfrentamientos durante la Conquista de Chiloé, siendo capturadas temporalmente por los independentistas el 26 de marzo de 1824.
De acuerdo al censo de 2002, está formada por unas 157 viviendas y una población de 450 habitantes, ostentando la categoría de aldea de acuerdo al Instituto Nacional de Estadísticas. Está emplazada sobre en la ribera sur del canal de Chacao a 33 km al noroeste de la ciudad de Ancud.

## Atractivos

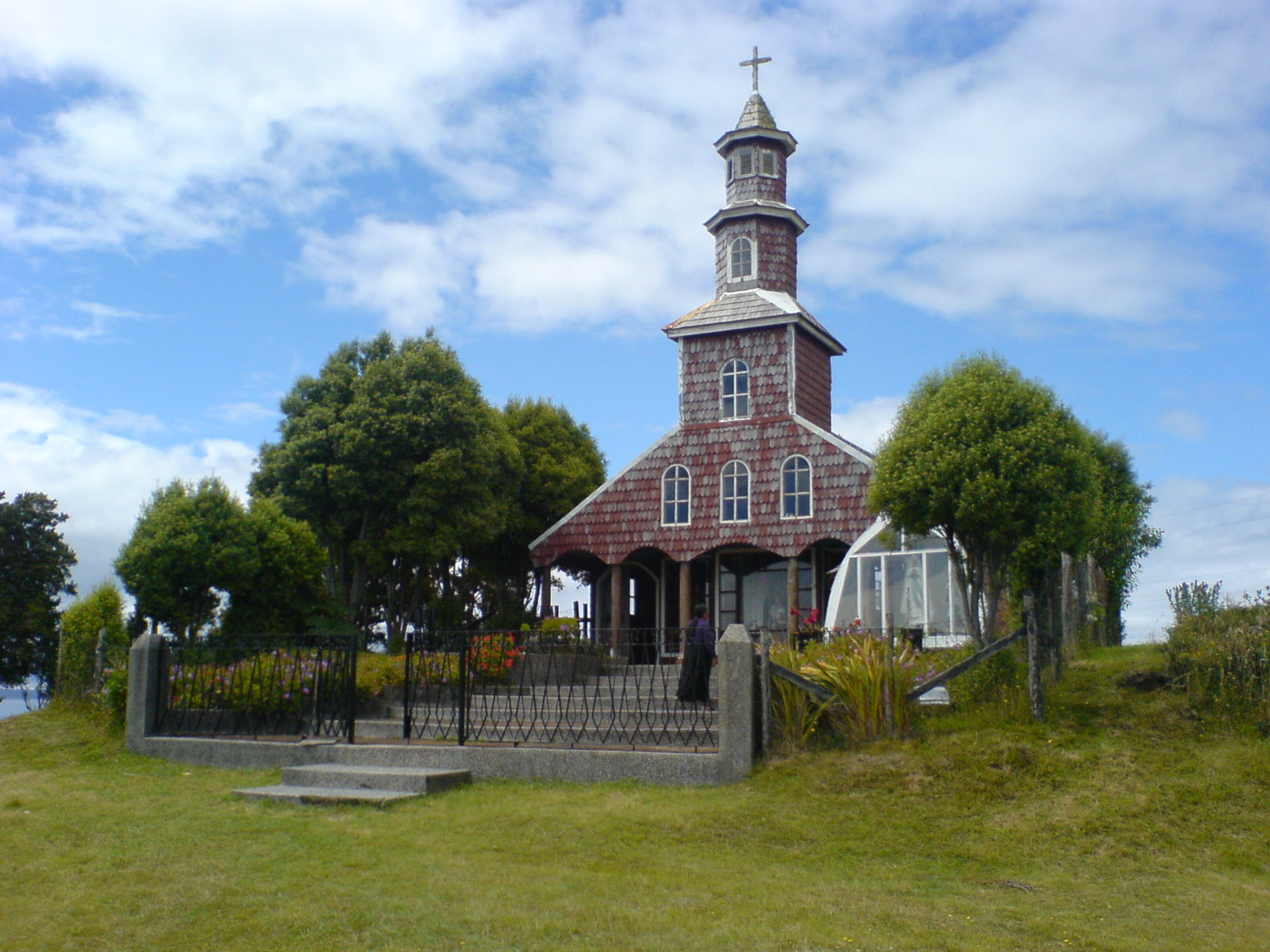
Iglesia de Chacao Viejo

Su principal atracción es la Iglesia Matriz de San Antonio de Chacao, construcción de dos torres cuya edificación original en madera data de 1710. Frente a este templo se ubica la plaza de Chacao, donde se exhiben dos cañones de la antigua Batería de Remolinos, hoy desaparecida.
Un par de kilómetros al este, bordeando la costa, se encuentra el sector Chacao Viejo, correspondiente al lugar del primer emplazamiento español, donde se alza otra iglesia de madera encima de uno de los muros de tierra del antiguo fuerte colonial. A un costado de este lugar se ubica la plaza de Chacao Viejo, donde se exhiben dos cañones de la época